# Polygonum aviculare
La correggiola (Polygonum aviculare L., 1753) è una pianta erbacea strisciante della famiglia delle Poligonacee.

## Etimologia
Il nome del genere è stato coniato da Linneo nell'anno 1737 coniugando le parole di due radici greche: polys (= molto) e gonu (= nodo o ginocchio), alludendo all'aspetto dei numerosi nodi (internodi) che si formano lungo il fusto delle sue specie.

Ma secondo altre ricerche etimologiche sembra che il nome del genere, nella seconda parte, derivi dalla parola greca gònos (= discendenza); e quindi formando, insieme alla prima parte, la frase “tanta discendenza”, si allude alla facilità di propagazione delle piante di questa specie. 

L'epiteto specifico (aviculare) indica che gli uccelli si nutrono dei frutti e dei semi di queste piante.

Gli inglesi chiamano questa pianta Knotweed ma anche Knotgrass; i francesi la chiamano Renouée des oiseaux; i tedeschi la chiamano  Vogel-Knöterich.

## Descrizione

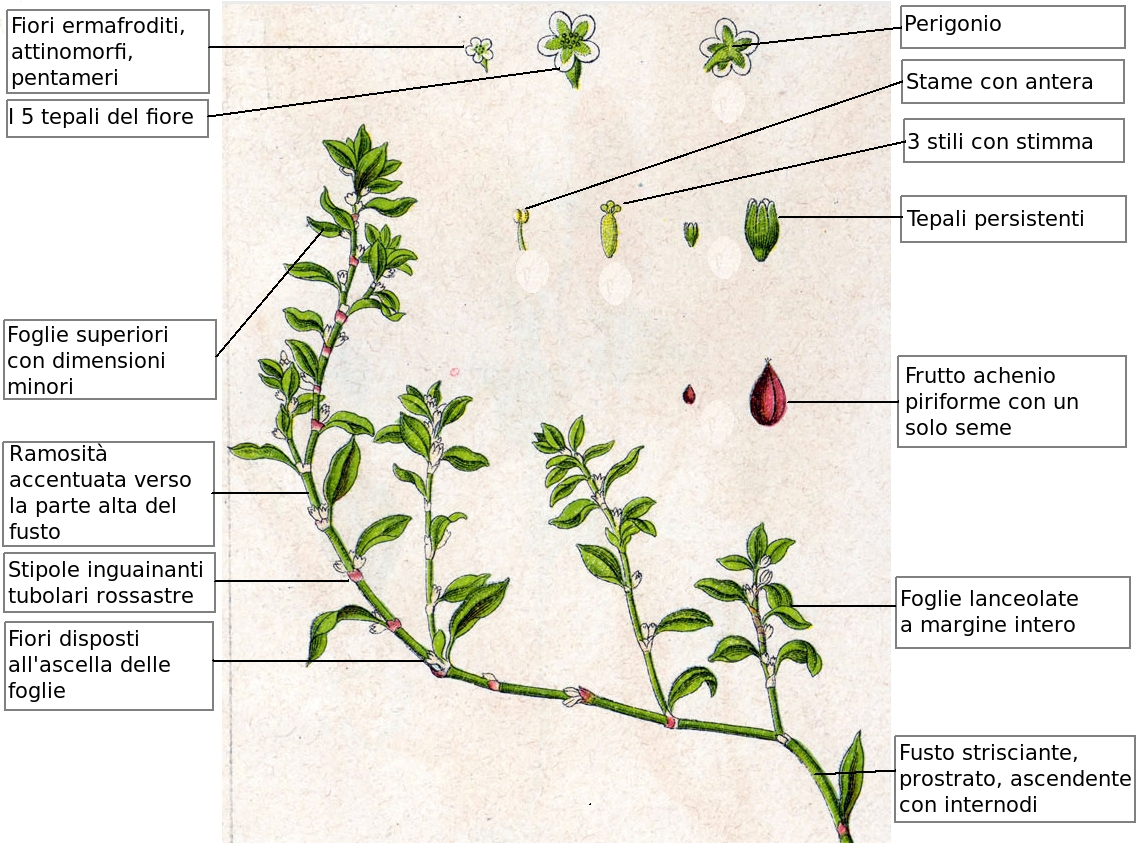
Descrizione delle parti della pianta

Il primo carattere che si osserva in questa pianta è la sua disposizione, piatta e omogenea, sul terreno. La forma biologica infatti è terofita reptante (T rept), ossia si tratta di una pianta a ciclo biologico annuo (raramente biennale) con fusti striscianti al livello del terreno.

### Radici
Questa pianta possiede una radice robusta a fittone a volte lignificata.

### Fusto

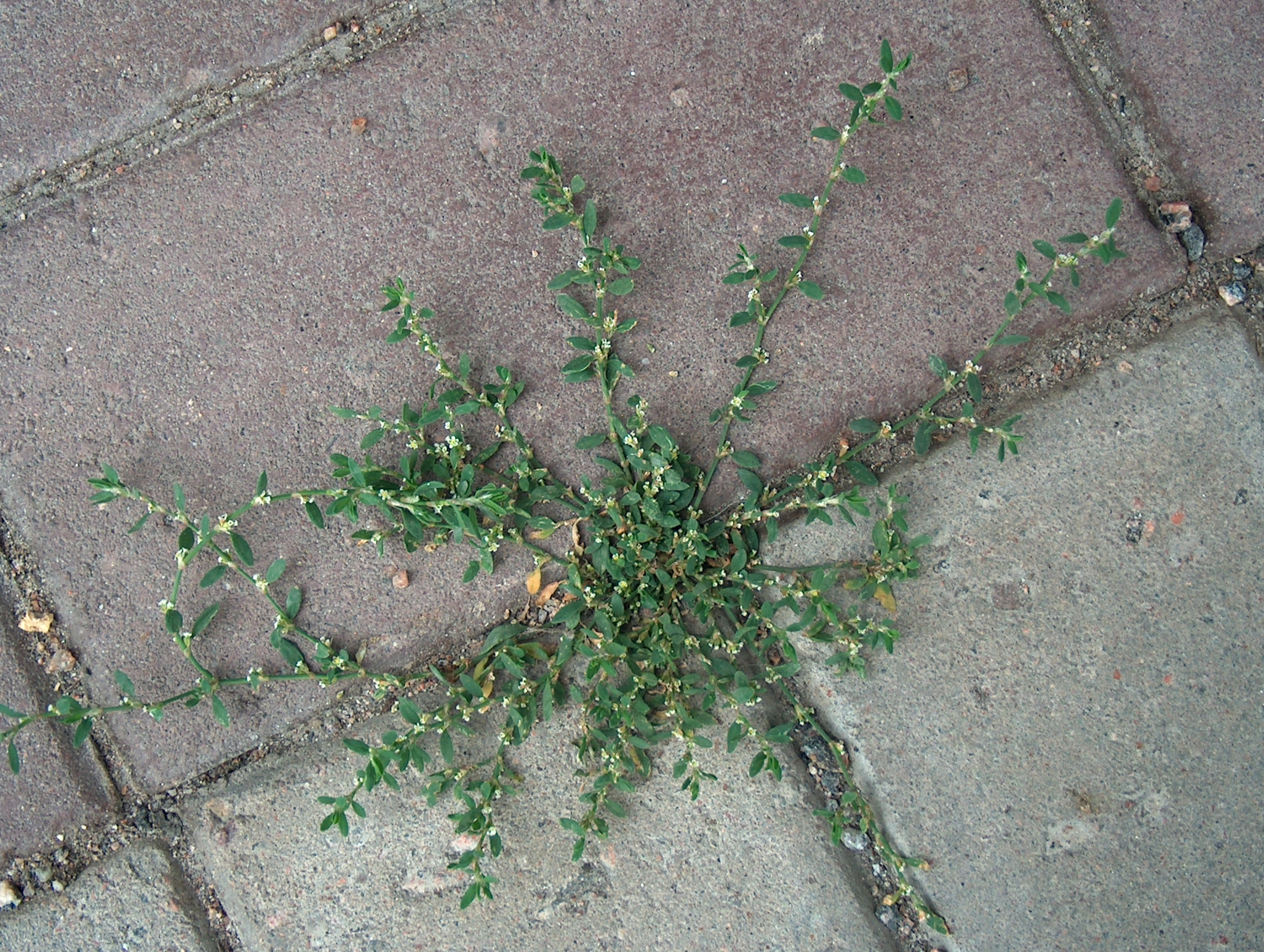
Portamento strisciante a raggiera

Il fusto può assumere diversi portamenti: da quello strisciante (con apertura a raggiera) a quello prostrato-ascendente fino a quello eretto (in terreni favorevoli possono elevarsi fino a 20 cm). In genere è molto ramificato con accentuazione della fogliosità verso l'alto. La sua superficie è glabra e striata, mentre la sezione è cilindrica. Alla base del fusto sono presenti delle stipole fuse insieme, inguainanti e tubolari (chiamate più propriamente  “stipole ocreate”) di consistenza membranosa e colore rossastro e con 4 - 6 nervature (lunghezza 4 mm); queste ocree sono presenti anche alla base degli internodi ma hanno un colore più argentino e sono più lunghe (10 mm). La lunghezza del fusto può variare da 10 a 60 cm, ma in condizioni favorevoli si può formare un tappeto fino a 1,5 metri di diametro.

### Foglie
Questa è una specie polimorfica nella forma delle foglie (vedere il paragrafo “Variabilità”); in effetti in uno dei suoi sinonimi il termine specifico è eterophyllum che significa letteralmente “a foglie diverse”. 

Le foglie del fusto principale sono disposte in modo alterno, sono sub-sessili (o con un piccolo picciolo); la forma è oblanceolato - spatolata o anche lanceolato – ovata; il margine è intero con superficie glabra (al massimo è presente una sottile peluria). Le foglie dei rami laterali sono di dimensioni progressivamente minori ed hanno una forma più decisamente lineare - ellittica; l'apice è acuto. Questa “diversità fogliare” è soprattutto evidente in giovane età della pianta.  Il colore delle foglie è verde ma anche verde – bluastro e sono persistenti fino all'autunno ma scoloriscono e si rischiarano. Dimensione massima delle foglie maggiori: larghezza quasi 2 cm; lunghezza 4 cm.

### Infiorescenza

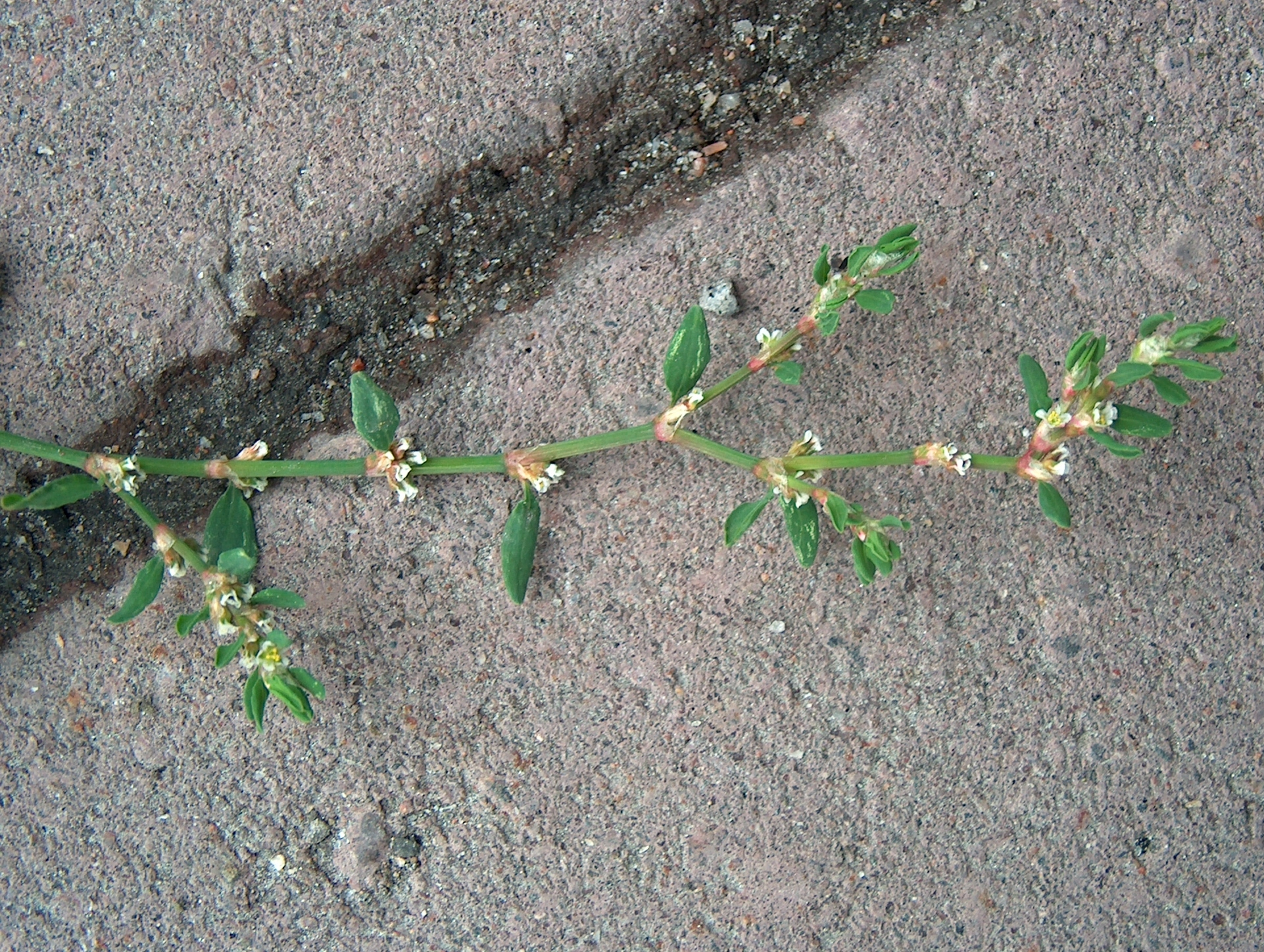
Infiorescenza all'ascella delle foglie

L'infiorescenza è composta da fiori raggruppati all'ascella delle foglie; generalmente questi gruppi vanno da 2 a 5 fiori e si trovano da metà fusto fino al termine di rami. 

### Fiori

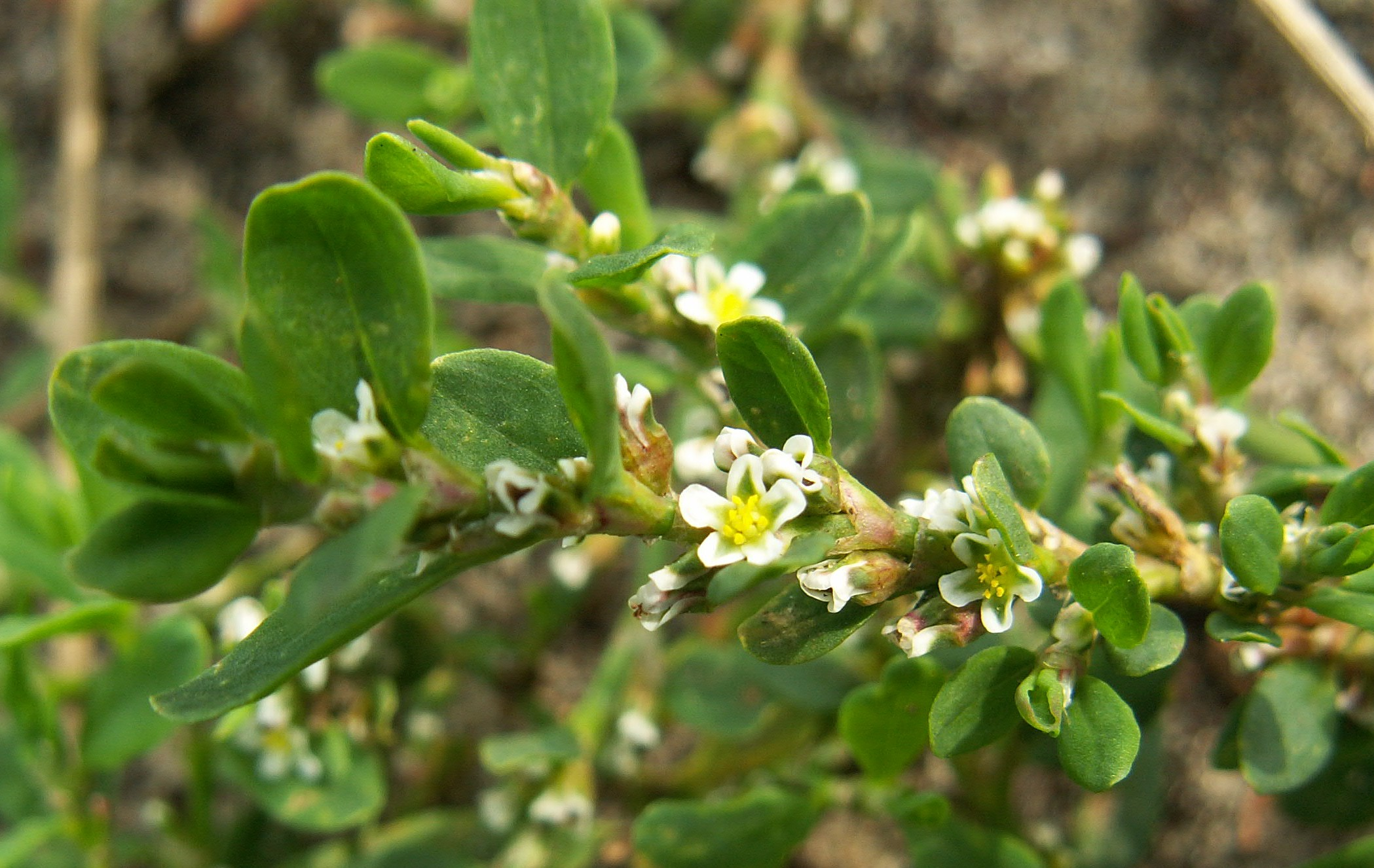
Il fiore

La struttura dei fiori di questa specie è diversa dal “classico” fiore delle Angiorsperme in quanto il calice e la corolla non sono ben differenziati; abbiamo quindi un perigonio con diversi tepali (e non un perianzio con un calice e i suoi sepali e una corolla con i suoi petali). Questa “diversità” non sempre è chiara e ben definita, o accettata dai vari botanici, per cui in alcuni casi strutture di questo tipo si definiscono come “perianzio corollino con tepali” oppure “perianzio aciclico” 
 I fiori sono ermafroditi, attinomorfi, pentameri e persistenti. Dimensione dei fiori: 1,8 – 5,5 mm; dimensione del perigonio : 3 – 4 mm.
- Formula fiorale:

* P 5, A 8, G 3
- Perigonio: i tepali  sono 5 e di sopra sono rosati, verdastri e bianchi (mentre la parte inferiore è completamente verde); la forma è triangolare quasi ellittica; i segmenti sono lunghi da 3 a 4 volte il tubo “corollino” (parte inferiore del perigonio a tepali riuniti).
- Androceo: gli stami sono 5 – 8 disposti a spirale; non sporgono dal fiore in quanto i filamenti sono più corti dei tepali; le antere sono rotondeggianti.
- Gineceo: gli stili (brevi) sono 3 su un ovario supero sincarpico formato da tre carpelli.
- Fioritura: la fioritura avviene fra maggio e novembre; mentre i semi maturano da settembre a novembre.
- Impollinazione: l'impollinazione avviene tramite insetti.

### Frutti
I frutti sono degli acheni piriforme (a forma di fiamma) ad un solo loculo e quindi un solo seme; la sezione dei frutti è triangolare (sono trigoni) e sono appuntiti all'apice, mentre alla base sono arrotondati; le tre facce sono lievemente concave. Il frutto rimane racchiuso nei tepali che sono persistenti. Questa pianta si riproduce solamente attraverso i semi. Dimensione dei frutti: 2 – 3,5 mm.

## Distribuzione e habitat
- Geoelemento:  l'area di origine di questa pianta è sconosciuta in quanto è diffusa in tutto il mondo, per cui il tipo corologico è indicato come Cosmop. (“Cosmopolita”). In effetti la presenza di questa pianta sul globo è antichissima: sono state trovate tracce fossili nei giacimenti del terziario in Europa (un arco di tempo che va da 65 milioni di anni fa ad oggi). Altre classificazioni[5] cercano di definire in modo più specifico il tipo corologico definendolo: Eurasiat. | Nord-Am. (-Subcosmop.).
- In Italia è presente su tutto il territorio (manca nelle pianure alluvionali come la Pianura Padana), come anche è comune in tutta l'Europa e nel resto del mondo.
- L'habitat tipico per questa pianta sono i bordi dei sentieri o strade, zone di calpestio e antropizzate, ma anche fossi e zone a macerie oppure campi, colture e incolti. Sopporta bene la siccità e cresce anche in terreni compatti e duri. Il substrato per questa pianta è sia calcareo che siliceo, con pH neutro ma bisognoso di terreni con buoni livelli nutrizionali.
- Distribuzione altitudinale: la fasce vegetazionali frequentate da questa pianta sono (oltre al piano a livello zero) la fascia collinare, quella montana e in parte quella subalpina fino a 1800 – 2000 m s.l.m..

## Fitosociologia
Dal punto di vista fitosociologico la specie di questa scheda appartiene alla seguente comunità vegetale:
Formazione : comunità terofitiche pioniere nitrofile
Classe : Stellarietea mediae
Ordine : Polygono aviculari – Poetalia annuae

## Tassonomia
Il genere Polygonum comprende oltre 160 specie, di cui circa 25 sono spontanee della flora italiana.
Il Sistema Cronquist assegna la famiglia delle Poligonacee all'ordine delle Polygonales mentre la moderna classificazione APG la colloca nell'ordine delle Caryophyllales.
Il genere Polygonum appartiene alla sottofamiglia delle Polygonoideae Eaton (1836)).

### Variabilità
Polygonum aviculare viene considerata una specie complessa per i suoi caratteri morfologici variabili ed è anche controversa tra i vari botanici; infatti è polimorfica sia nel portamento che nella forma delle foglie, che nella lunghezza degli internodi (le piante gracili hanno internodi più lunghi e si presentano quindi più slanciate; quelle più densamente cespugliose hanno gli internodi più ravvicinati). In altre parole questa pianta è capace di adattarsi spontaneamente, ma in modo temporaneo, alle condizioni ambientali più disparate, per poi riprendere le usuali forme vegetative al ritorno delle normali condizioni. Ad esempio negli ambienti a carattere litorale le foglie sono più grassette (subsp. littorale). Sono presenti inoltre alcune strutture che rendono più facile l'impollinazione incrociata aumentando così la diversità della specie. 

Studi recenti hanno dimostrato che il complesso delle sottospecie di questa pianta ha una comune origine allopoliploide. Pignatti negli (anni ottanta) si lamentava che questo gruppo non avesse ricevuto ancora una soddisfacente trattazione sistematica e sospettava che più di qualche segnalazione di questa pianta poteva essere riferibile ad altre specie simili (vedi il paragrafo “Specie simili”). Probabilmente a tutt'oggi la situazione non è ancora cambiata; molti autori suddividono diversamente la specie base in diverse sottospecie, mentre altri considerano alcune sottospecie autonome e le portano a rango di specie.
Nell'elenco che segue sono indicate alcune varietà e sottospecie (l'elenco può non essere completo e alcuni nominativi sono considerati da altri autori dei sinonimi della specie principale o anche di altre specie):
- Polygonum aviculare L. subsp. aequale Ascherson & Graebner (1913) (sinonimo = P. avivulare subsp. depressum)
- Polygonum aviculare L. subsp. agrestinum (Jordan ex Boreau) Berher in L. Louis (1887)
- Polygonum aviculare L. subsp. aviculare : è la specie più comune.
- Polygonum aviculare L. subsp. bellardii (All.) Bonnier & Layens (1894) (sinonimo = Polygonum bellardii)
- Polygonum aviculare L. subsp. boreale Lange (sinonimo = Polygonum boreale) : si trova solamente nel Nord America.
- Polygonum aviculare L. subsp. buxiforme : sottospecie tipica della Groenlandia, Terranova e Labrador.
- Polygonum aviculare L. subsp. calcatum (Lindman) Thell. (1913) (sinonimo = P. aviculare subsp. depressum)
- Polygonum aviculare L. subsp. depressum (Meisn.) Arcang
- Polygonum aviculare L. subsp. erectum Schübler & Martens (1834)
- Polygonum aviculare L. subsp. heterophyllum (Lindman) Ascherson & Graebner (1913)
- Polygonum aviculare L. subsp. humifusum (Jordan ex Boreau) Berher in L. Louis (1887)
- Polygonum aviculare L. subsp. littorale (Link) Ball (1878)
- Polygonum aviculare L. subsp. littorale H. Gross (1913)
- Polygonum aviculare L. subsp. microspermum (Jordan ex Boreau) Berher in L. Louis (1887) (sinonimo = P. aviculare subsp. depressum)
- Polygonum aviculare L. subsp. monspeliense (Pers.) Arcangeli (1882)
- Polygonum aviculare L. subsp. nanum (Bory) Arcangeli (1882)
- Polygonum aviculare L. subsp. neglectum (Besser) Arcangeli (1882)
- Polygonum aviculare L. subsp. pulchellum (Loisel.) O. Bolòs & Vigo (sinonimo = Polygonum arenarium subsp. pulchellum)
- Polygonum aviculare L. subsp. rectum Chrtek (1956)
- Polygonum aviculare L. subsp. robertii (Loisel.) O. Bolòs & Vigo (1974) (sinonimo = Polygonum robertii)
- Polygonum aviculare L. subsp. rurivagum (Jord ex Boreau) Berher – Poligono gracile: questa sottospecie in realtà nella maggioranza delle classificazioni viene considerata specie autonoma (vedi paragrafo “Specie simili”).
- Polygonum aviculare L. var. angustissimum Meisn. (sinonimo = Polygonum bellardii)
- Polygonum aviculare L. var. arenastrum (Jord. Es Boreau) Rouy (sinonimo = Polygonum arenastrum)
- Polygonum aviculare L. var. bellardii (All.) Duby (1828) (sinonimo = Polygonum bellardii)
- Polygonum aviculare L. var. calcatum (Lindman) Hylander (1945) (sinonimo = P. aviculare subsp. depressum)
- Polygonum aviculare L. var. depressum Meisner in DC. (1856) (sinonimo = P. aviculare subsp. depressum)
- Polygonum aviculare L. var. erectum (L.) Roth. Ex Meisn. (sinonimo = Polygonum erectum)
- Polygonum aviculare L. var. heterophylum Muschei & Javeid (1986)
- Polygonum aviculare L. var. humifusum (Jordan ex Boreau) Cariot & St-Lager (1889)
- Polygonum aviculare L. var. littorale (Link) Mertens & Koch [(831) (sinonimo = Polygonum buxiforme)
- Polygonum aviculare L. var. microspermum (Jordan ex Boreau) Cariot & St-Lager (1889) (sinonimo = P. aviculare subsp. depressum)
- Polygonum aviculare L. var. minimum Murith (1810)
- Polygonum aviculare L. var. monspeliense (Pers.) Ascherson (1866)
- Polygonum aviculare L. var. neglectum (Besser) Nyman (1881)
- Polygonum aviculare L. var. vegetum Ledeb.

### Nomi comuni
Elenco dei nomi più comuni italiani per la specie Polygonum aviculare :
- Aviculare
- Centimorbia
- Erba correggiola
- Erba dei cento nodi
- Erba spaghetta
- Poligono centinodia
- Poligono degli uccelli
- Porcellana selvatica

### Sinonimi
L'elenco che segue indica alcuni tra i sinonimi più frequenti:
- Polygonum acetosellum Klokov (1927) (sinonimo = P. aviculare subsp. depressum)
- Polygonum acmophyllum Gandoger (1882)
- Polygonum aequale Lindman (1912) (sinonimo = P. aviculare subsp. depressum)
- Polygonum agrestinum Jordan ex Boreau (1857)
- Polygonum angustum Bellynck (1855)
- Polygonum aphyllum Sennen & Elías in Sennen (1925), non Krocker (sinonimo = P. aviculare subsp. rurivagum)
- Polygonum araricum Gandoger (1882)
- Polygonum arenastrum Boreau (1857) (sinonimo = P. aviculare subsp. depressum)
- Polygonum calcatum Lindman (1904) (sinonimo = P. aviculare subsp. depressum)
- Polygonum centinodium Lam. (1779)
- Polygonum chymophyllum Gandoger (1882)
- Polygonum crispatum Gandoger (1876)
- Polygonum deloynei Gandoger (1882)
- Polygonum dissitiflorum Bianca (1858)
- Polygonum elongatum Sennen & Elías in Sennen (1925), non Bluff & Fingerh. (sinonimo = P. aviculare subsp. rurivagum)
- Polygonum erectum Roth (1783), non L.
- Polygonum erythranthum Gandoger (1882)
- Polygonum erythrellum Gandoger (1882)
- Polygonum eterophyllum Lindman.
- Polygonum flagellare Sprengel (1825)
- Polygonum glaucochloros Gandoger (1882)
- Polygonum gnidiifolium Gandoger (1882)
- Polygonum gracile Guss. (1855), non Salisb.
- Polygonum gussonei Todaro (1864) (sinonimo = P. aviculare subsp. depressum)
- Polygonum heterophyllum Lindman (1912)
- Polygonum humifusum Jordan ex Boreau (1857)
- Polygonum hygrogenes Gandoger (1876)
- Polygonum laënnecii Sennen (1925) (sinonimo = P. aviculare subsp. rurivagum)
- Polygonum lapidicola Gandoger (1882)
- Polygonum leptocladum Gandoger (1882)
- Polygonum ligerinum Gandoger (1876)
- Polygonum littorale Link (1821)
- Polygonum martinii Gandoger (1882)
- Polygonum martinii Gandoger (1882)
- Polygonum monspeliense Pers. (1805)
- Polygonum montivagum Gandoger (1882)
- Polygonum myriocladum Gandoger (1882)
- Polygonum nanetanum Gandoger (1876)
- Polygonum nanum Bory (1820)
- Polygonum neglectum Besser (1821)
- Polygonum orogenes Gandoger (1882)
- Polygonum pallens Gandoger (1876)
- Polygonum phyllophorum Gandoger (1882)
- Polygonum pictaviense Gandoger (1882)
- Polygonum pleianthum Gandoger (1882)
- Polygonum procumbens Gilib. (1792) (sinonimo = P. aviculare subsp. depressum)
- Polygonum propinquum Ledeb. (1850) (sinonimo = P. aviculare subsp. depressum)
- Polygonum provinciale C. Koch (1849)
- Polygonum pycnophyllum Gandoger (1882) (sinonimo = P. aviculare subsp. depressum)
- Polygonum rhodanense Gandoger (1882)
- Polygonum rurivagum Jordan ex Boreau (1857) (sinonimo = P. aviculare subsp. rurivagum)
- Polygonum sclerophaeum Gandoger (1882)
- Polygonum stricticaule Gandoger (1876)
- Polygonum telonense Gandoger (1882)

### Specie simili
Per meglio comprendere la sezione Avicularia (vedi paragrafo “Sistematica”) ed individuare le varie specie simili alla specie aviculare,  l'elenco che segue utilizza in parte il sistema delle chiavi analitiche. In particolare le piante qui sotto elencate appartengono al “Gruppo di P. aviculare”:
- Gruppo 1A : i semi sono rugosi, opachi e non superano il perianzio (su questo termine vedere le note relative al paragrafo “Fiori”);

- Gruppo 2A : il tubo del perianzio è lungo; le foglie sia inferiori che superiori sono indistinguibili come dimensioni;

- Polygonum arenastrum Boreau – Poligono dei sabbioni: differisce soprattutto per le foglie che sono tutte uguali come dimensioni; mentre il tubo del perianzio è lungo la metà dei suoi segmenti.

- Gruppo 2B : il tubo del perianzio è brevissimo; le foglie lungo il fusto sono progressivamente più piccole verso l'alto;

- Polygonum rurivagum Boreau (1857) (sinonimo = Polygonum aviculare L. subsp. rurivagum (Jord ex Boreau) Berher) – Poligono campagnolo: le foglie maggiori sono larghe fino a 4 mm; il portamento di questa specie è (come dice il nome) più gracile della specie aviculare; gli internodi (distanza tra foglie e foglie) sono più lunghi; mentre le foglie sono lanceolate – lineari con evidenti nervature longitudinali; il perianzio è più breve e i vari segmenti sono ben separati (non sovrapposti).
- Polygonum aviculare : le foglie maggiori sono più larghe di 4 mm (da 5 a 18 mm); i segmenti del perianzio si sovrappongono (almeno in parte);

- Gruppo 1B : i semi sono lisci e lucidi e in lunghezza superano il perianzio;

- Polygonum raii Bab. – Poligono di Ray: si distingue anche per le ocree che negli internodi sono molto più brevi.

A volte la specie Polygonum aviculare può essere confusa anche con le specie come Polygonum minus, Polygonum mite e Poligonum persicaria; in realtà le tre specie citate hanno un portamento più eretto (meno strisciante) e l'infiorescenza è più simile ad una spiga con fiori molto più minuti.

## Usi

### Farmacia
- Sostanze presenti: tannini (tiamina), acido silicico, acido ossalico, mucillagini varie e flavonoidi (riboflavina).
- Proprietà curative: nell'ambito della medicina popolare questa pianta viene considerata per le sue proprietà cardiotoniche (regola la frequenza cardiaca), vasocostrittrici (restringe i vasi sanguigni aumentandone la pressione), diuretiche (facilita il rilascio dell'urina), emetiche (utile in caso di avvelenamento in quanto provoca il vomito), vermifughe (elimina i vermi intestinali),  antiflogistiche (guarisce dagli stati infiammatori), vulnerarie (guarisce le ferite), espettorante (favorisce l'espulsione delle secrezioni bronchiali).
- Parti usate: foglie e semi (non le radici).

### Cucina
Le parti commestibili di questa pianta sono le foglie e i semi in quanto contengono un albume farinoso. Con le foglie si possono preparare degli infusi.

### Coltivazione
È considerata pianta infestante in quanto disponendosi orizzontalmente si propaga su vaste aree ostacolando le coltivazioni di alcune piante alimentari come i cereali o le bietole; crea problemi anche alle aree a pascolo anche se cavalli, porci e altri animali domestici ricercano avidamente queste piante. È comunque una pianta mellifera.

### Industria
Dalle foglie si può produrre un colorante blu molto simile all'indaco. Il giallo e il verde si possono ottenere dalle parti inferiori della pianta.